# 天主教玻利維亞軍中教長區
天主教玻利維亞軍中教長教區（拉丁語：Ordinariatus Militaris Boliviensis）是玻利維亞一個天主教的軍中教長區，直屬聖座，負責牧養信奉天主教的玻利維亞軍人及其家眷。
教長區座堂位於首都拉巴斯，2004年，有五個堂區、五十五名司鐸、兩名終身執事、廿二名修士。現任教長為費南多·巴斯科佩·彌勒。
1961年3月19日成立軍中代牧區，1986年7月21日被升為教長區。